# RomaNatura
L'Ente regionale per la gestione del sistema delle aree naturali protette del Comune di Roma, noto semplicemente come RomaNatura o talvolta Roma Natura, è un ente pubblico regionale italiano che si occupa della tutela e della valorizzazione di diverse aree protette di Roma.
Ha sede presso villa Mazzanti a Roma.

## Storia
L'ente è stato istituito ai sensi della Legge regionale n° 29 del 6 ottobre 1997 concernente le norme in materia di aree naturali protette regionali con l'obiettivo di gestire le varie aree naturali protette già gestite direttamente dal Comune di Roma.

## Organizzazione
L'ente è gestito dal presidente e da un consiglio direttivo al quale è affiancato un revisore dei conti. Il presidente ha la rappresentanza legale dell'ente, convoca il consiglio direttivo ed è nominato dal Presidente della Giunta regionale del Lazio.

## Attività

### Parchi e riserve naturali gestite
- Monumento naturale di Galeria Antica
- Monumento naturale Ex Snia Viscosa
- Monumento naturale Fosso della Cecchignola
- Monumento naturale Parco della Cellulosa
- Monumento naturale Tenuta di Mazzalupetto - Quarto degli Ebrei
- Riserva naturale della Marcigliana
- Riserva naturale di Monte Mario
- Riserva naturale dell'Insugherata
- Riserva naturale della Valle dei Casali
- Riserva naturale della Tenuta dei Massimi
- Riserva naturale della Tenuta di Acquafredda
- Riserva naturale di Decima-Malafede
- Riserva naturale Laurentino-Acqua Acetosa
- Riserva naturale Valle dell'Aniene
- Parco regionale urbano di Aguzzano
- Parco regionale urbano del Pineto
- Area naturale marina protetta Secche di Tor Paterno